# La Mojonera
La Mojonera est une commune de la province d'Almería, Andalousie, dans le sud-est de l'Espagne.

## Géographie

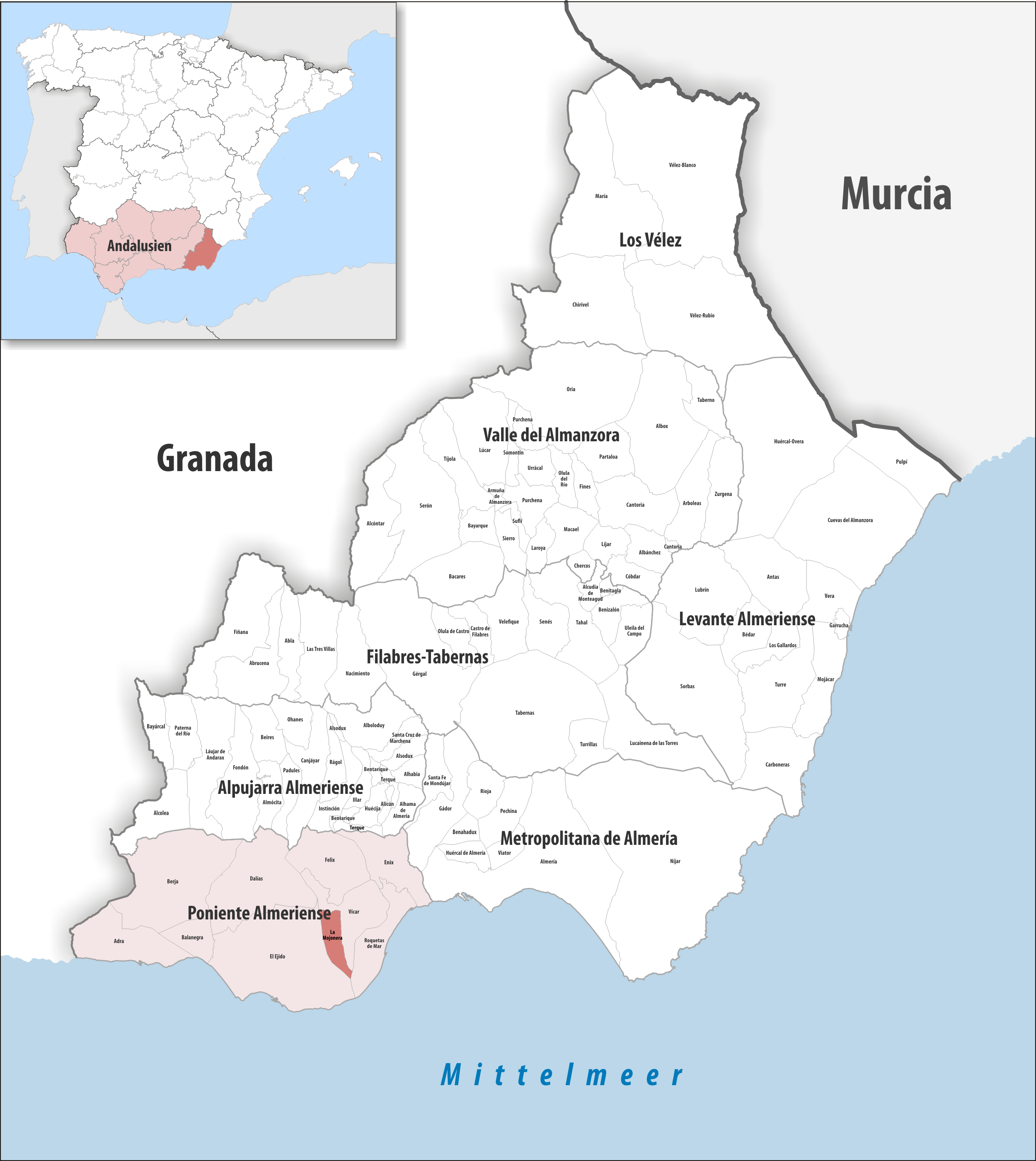
La Mojonera dans la comarque Poniente almeriense, province d'Almería / en Andalousie

### Localisation
La commune de La Mojonera se trouve dans le sud de la province d'Almería et dans le centre-est de la comarque Poniente almeriense.
Almería est à 32 km nord-est ;
Madrid à 565 km nord ;
Malaga à 185 km ouest ;
Gibraltar à 322 km ouest-sud-ouest (distances par route).

### Généralités
A part le bourg lui-même, toute la commune est entièrement couverte de serres.

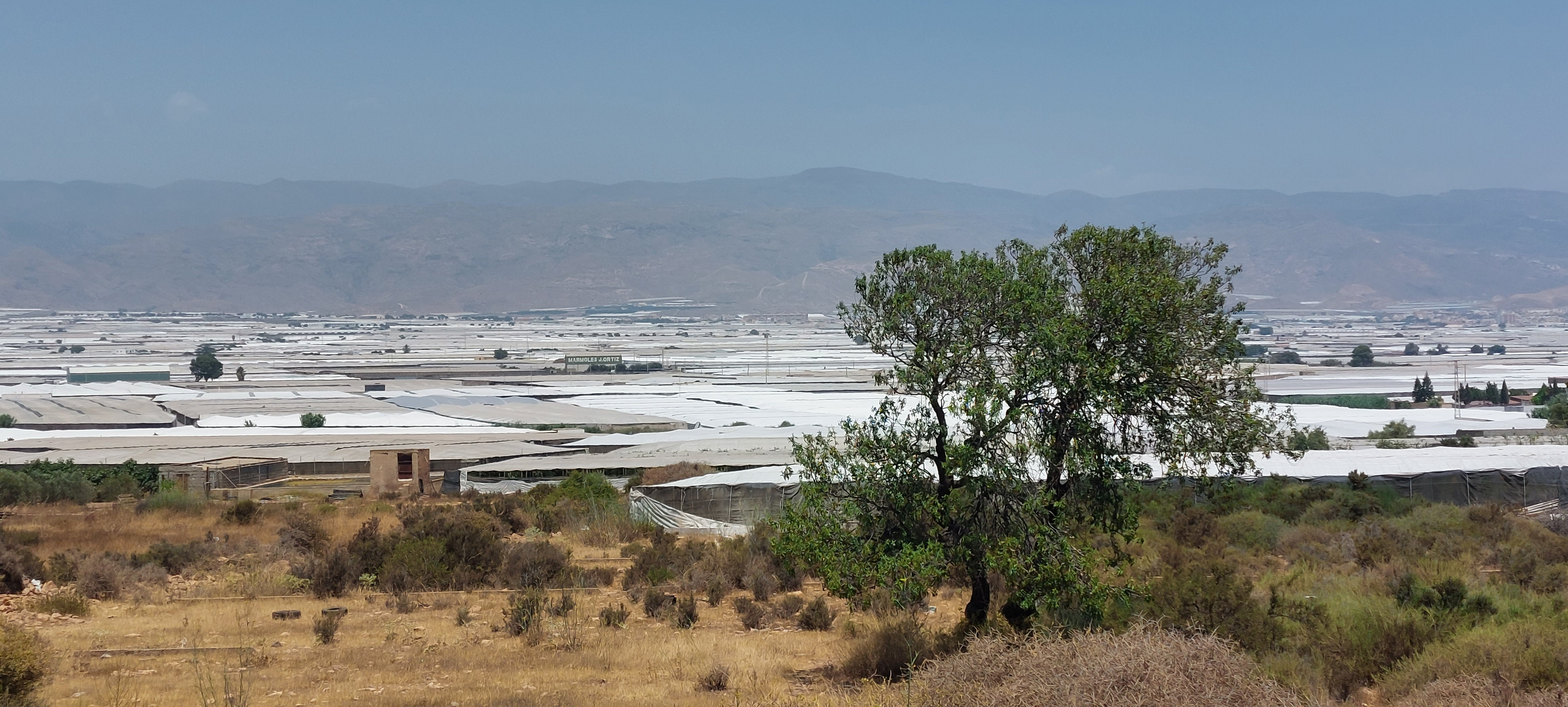
Les serres

## Administration
| Période                                  | Période | Identité                     | Étiquette | Qualité |
| ---------------------------------------- | ------- | ---------------------------- | --------- | ------- |
| 2023                                     |         | José Miguel Hernández García |           | Maire   |
| Les données manquantes sont à compléter. |         |                              |           |         |